# Thamnostoma eilatensis
Thamnostoma eilatensis är en nässeldjursart som beskrevs av Schmidt 1972. Thamnostoma eilatensis ingår i släktet Thamnostoma och familjen Bougainvilliidae.
Artens utbredningsområde är Röda havet. Inga underarter finns listade i Catalogue of Life.